# Aphiloscia rwandaensis
Aphiloscia rwandaensis är en kräftdjursart som beskrevs av Ferrara, Paoli och Stefano Taiti 1994. Aphiloscia rwandaensis ingår i släktet Aphiloscia och familjen Philosciidae. Inga underarter finns listade i Catalogue of Life.